# Pacta legitima
Pacta legitima (łac. 'umowy ustawowe') – w prawie rzymskim umowy zawarte nieformalnie (w przeciwieństwie do kontraktów zawartych z zachowaniem przewidzianych formalności) wyposażone w skutek zaskarżalności (w przeciwieństwie do pozbawionych tej możliwości umów zwanych pacta nuda) poprzez objęcie ich ochroną w edyktach cesarskich. W czasach późnego cesarstwa ostatecznie zerwano z nomenklaturą republikańską, zarządzenia cesarzy nazywano ustawami (łac. leges), stąd wzięła się nazwa legitima.
Do umów tych zaliczano:
- compromissum zapis na sąd polubowny
- pactum donationis umowa darowizny
- pactum dotale przyrzeczenie posagu.

Roszczenia były bronione przez powództwo zwane condictio ex lege.